# NINO AG
Firma NINO AG byla ve 20. století významný německý výrobce textilií.

## Historie podniku

### Rodina zakladatele
Bernhard Niehues (1868–1950), syn profesora historie v Münsteru, měl s Marií roz. Küster čtyři dcery a syna Bernharda Huberta (1909–1984), který se stal jeho nástupcem v podnikatelské činnosti.

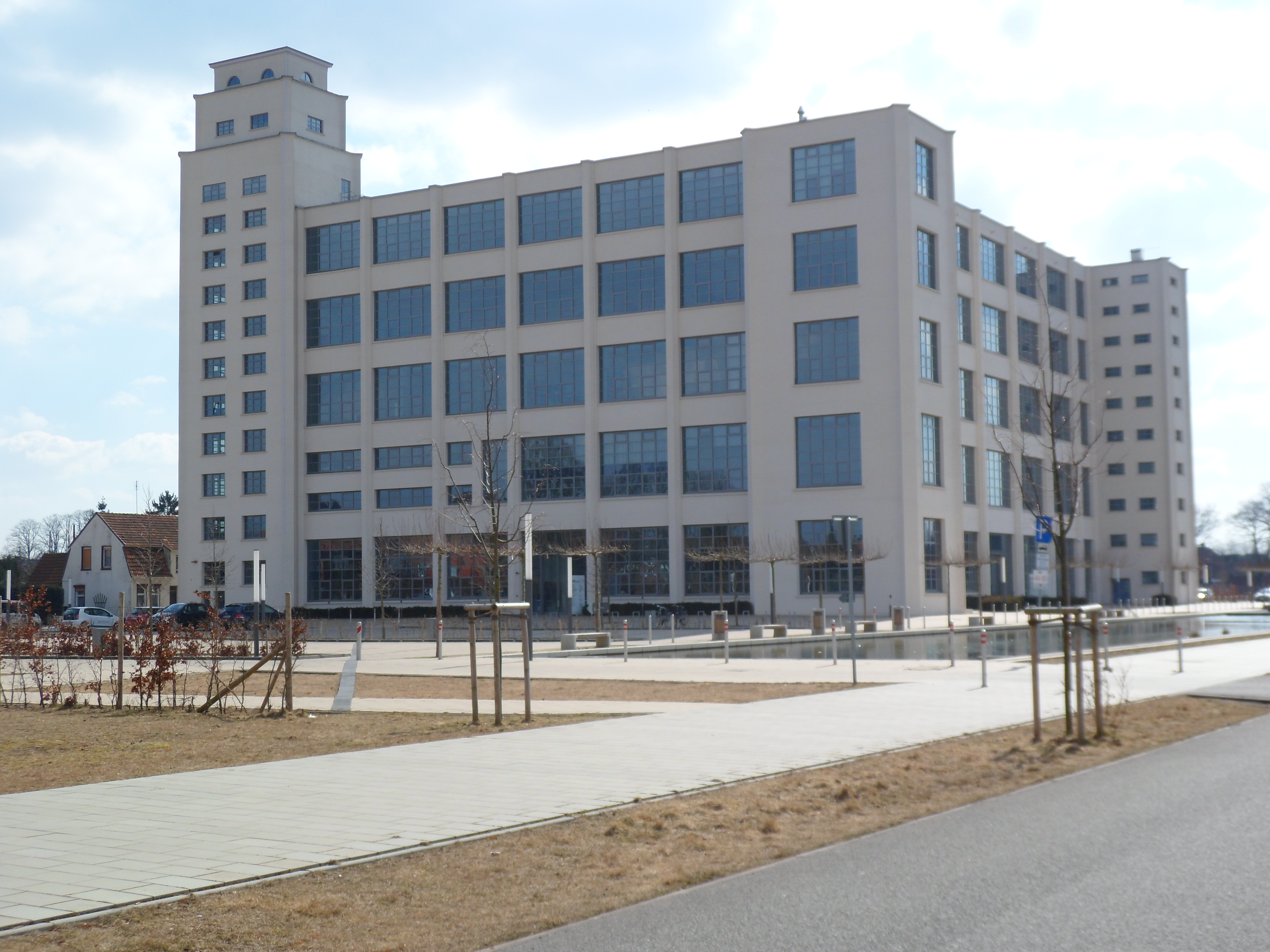
Budova bývalé přádelny z roku 1929 (renov.2013)

### Začátky podnikání
Jako odborník v obchodu s textiliemi založil Bernhard Niehues spolu s Friedichem Düttingem (1858–1925), rovněž textilákem, v roce 1897 v Nordhornu firmu Niehues & Dütting (N&D). S podnikáním začali ve tkalcovské dílně se 60 dělníky, kteří na 30 stavech vyráběli levnou zástěrovinu, v roce 1904 už měli 700 zaměstnanců.
Brzy zakoupili v Nordhornu pozemek o celkové ploše 20 hektarů a během 20 let tam zbudovali továrnu s třístupňovým provozem (přádelna, tkalcovna, úpravna) a vlastní elektrárnou, ve které zaměstnávali až 3000 lidí „pod jednou střechou“, mimo jiné v přádelně se 125 000 vřeteny a ve tkalcovně se 3000 stavy.
Po Düttingově smrti vedl Niehues firmu (s logem „Weltmarke N&D“) jako jediný majitel dále.
Ve 20. letech 20. století expandovaly také dvě další textilky v Nordhornu, počet obyvatel města se zvýšil ze 3 tisíc v roce 1910 na 23 tisíce koncem 20. let. Niehues nechal v té době ve městě postavit několik desítek rodinných domků a bytů pro zaměstnance firmy.

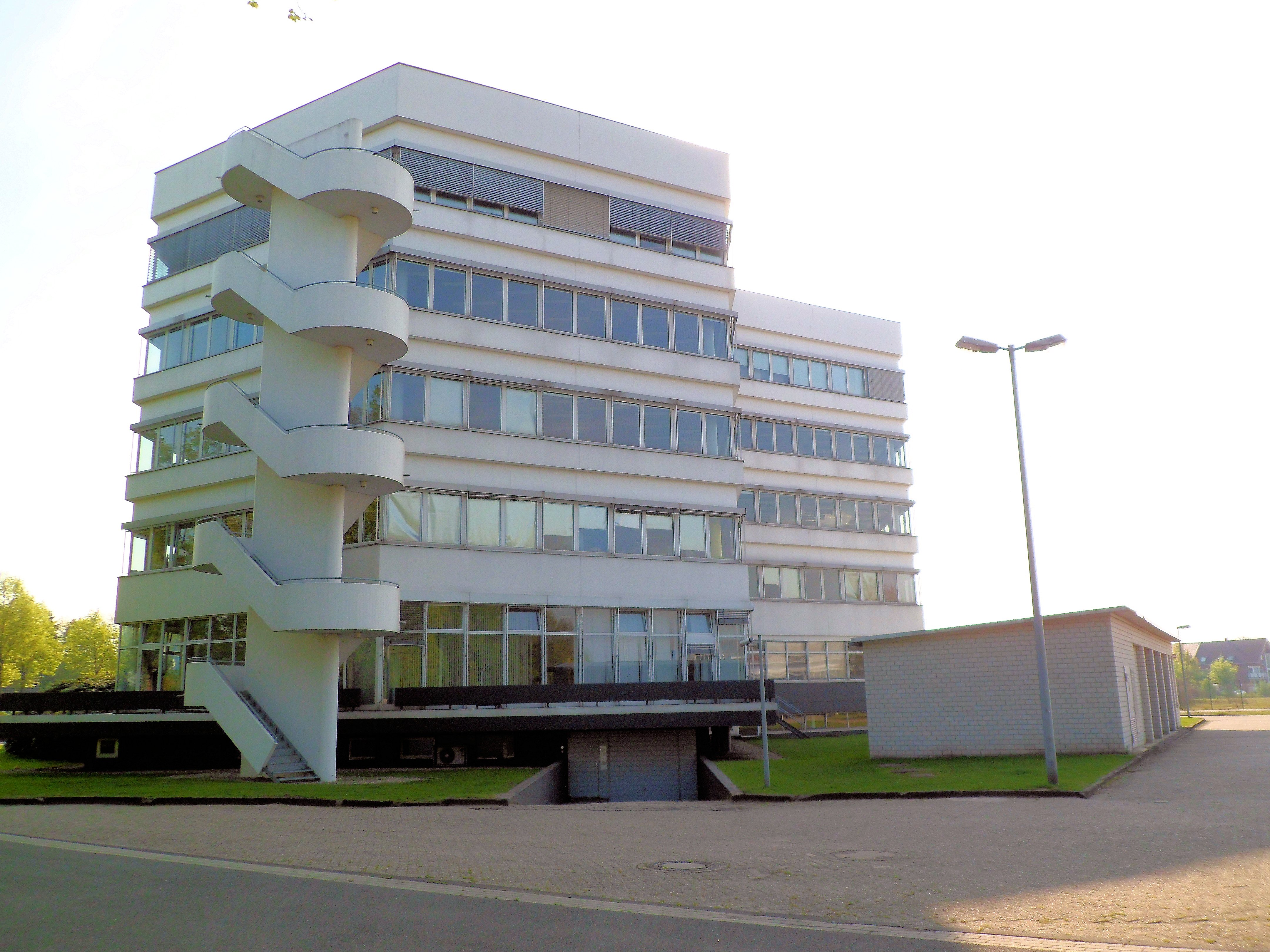
Bývalá správa podniku, stavba z roku 1963

### 30. léta 20. století
Podle historických dokladů měl být Niehues úzce spojen s nacistickým režimem, výroba v jeho podniku běžela nerušeně po celou dobu 2. světové války. V té době zaměstnával až 5700 dělníků z nacisty okupovaných zemí, kteří byli donuceni k pracovnímu nasazení v Německu.

### Marketing v 60. letech
V roce 1959 se začalo pro firmu používat jméno NINO (= Niehues Nordhorn), kterým se označovaly také její výrobky, což byla v textilním oboru naprostá novinka.
V padesátých letech přišly na trh speciální popelíny na svrchní ošacení s označením NINO-Flex. S pomocí nákladné reklamní kampaně (např. angažováním návrháře Lagerfelda a fotografa Newtona) se tato značka stala po určitou dobu všeobecným pojmem pro outdoor oděvy a v západní Evropě i celosvětově se enormně zvýšila poptávka po tomto zboží.

### Akciová společnost
V roce 1972 se NINO stalo akciovou společností se základním kapitálem 40 milionů DM. Naprostou většinu akcií vlastnili příslušníci rodiny Niehuesů, předsedou správní rady byl až do své smrti v roce 1984 Bernhard Niehues junior, ředitelské funkce však zastávali zaměstnaní profesionální manažeři.
Na začátku této periody zaměstnávala firma až 6000 lidí, obchodní obrat dosáhl maximum (v roce 1973) 420 milionů DM (cca 370 milionů z prodeje cca 80 milionů m² tkanin a 50 milionů z prodeje příze). Mezi největšími německými textilkami se NINO tehdy řadilo na 4.–6. místo.
Podnik vyráběl česané a poločesané příze z bavlny a vlny, většinou ve směsi s polyesterovými vlákny a rotorové příze z mykané bavlny. Tkaniny, z asi 95 % pro oděvní účely, byly většinou barvené v kuse, firma však měla k dispozici také barevnu příze na cívkách a v osnově.
Hromadně se vyráběly zejména popelíny, gabardény, denim a manšestr a v menších partiích např. módní výrobky z efektních přízí.

### Investiční činnost, dceřiné společnosti a pobočné závody
Firma investovala (asi až do koce 70. let) důsledně do modernizace výrobního zařízení, nechala postavit novou přádelnu (1929), novou tkalcovnu (1950) a ultramoderní správní budovu (1963).
K Ninu patřilo několik pobočných závodů. V 60. letech byly v obci Lathen zřízeny dvě produkční haly, ve kterých byla nejdříve v provozu pletárna a skárna filamentové příze a v 80. letech bavlnářská přádelna a tkalcovna. V nizozemském Enschede vlastnilo NINO (jen na krátkou dobu) tkalcovnu a v irském Waterfordu v 70. letech rotorovou přádelnu (se 4000 přádními jednotkami československé výroby). 
Provoz firemního centrálního počítače byl v roce 1971 z podniku vyčleněn jako dceřiná společnost, která pak působila jako komerční servisní zařízení pro NINO a také pro externí uživatele. Její název se později změnil na NINO Engineering GmbH, ke kterému byl přiřazen také tým poradců pro racionalizaci textilní výroby.

### Konečná fáze existence firmy
V 80. letech se následkem globalizace a některých chyb managementu zhoršily výsledky hospodaření natolik, že NINO muselo redukovat výrobní kapacitu, zůstala jen snížená výroba v nordhornském provoze s cca 4000 zaměstnanci, část ztrát byla vyrovnána finanční pomocí dolnosaské vlády. V roce 1993 však při obratu 320 milionů DM dosáhly dluhy podniku 200 milionů DM, konkurs už se nedal odvrátit. Výroba byla definitivně zastavena ke 30. červnu 1996.

### NINO po konkurzu
V rámci konkurzu byly zásoby zboží a výrobní zařízení rozprodány, pozemek a budovy se staly majetkem města Nordhornu s podmínkou, že nechá provést asanaci areálu. Za tím účelem byla založena firma NINO Sanierungs-und Entwicklungsgesellschaft mbH, která se v roce 1998 zavázala, že do 20 let provede odstranění nepotřebných výrobních hal (až na památkově chráněné objekty) a k odstranění ekologické zátěže půdy. Např. kontaminace spodní vody sahala až do hloubky 20 metrů. Náklady na asanaci přesahovaly 10 milionů €, časový plán byl dodržen. Způsob realizace dávají odborníci za vzor pro budoucí podobné projekty.
Na areálu zůstala mimo jiné sanovaná pětietážová budova přádelny, ve které je umístěno středisko pro rozvoj regionální ekonomiky a textilní muzeum, nově postavena byla budova gymnázia a řady menších firem.
Oddělení prodeje výrobků firmy NINO převzali zaměstnanci z konkurzní masy ve formě Management-Buy-out a založili v roce 1996 NINO Vertriebs GmbH. Prodejní sortiment je podobný nabídce bývalé NINO AG, výrobky pocházejí převážně z jihovýchodní Asie, technická kontrola se provádí v Nordhornu. Firma pracuje se základním kapitálem 3 miliony €, roční uzávěrka za rok 2020 vykázala bilanční sumu 1,9 miliony €.